# John McEnroe
John Patrick McEnroe, född 16 februari 1959 på U.S. Air Force Hospital i Wiesbaden, Hessen, Västtyskland (men uppvuxen i Queens, New York, USA), är en amerikansk vänsterhänt före detta professionell tennisspelare, känd bland annat för sina matcher mot Björn Borg och för att ha dominerat världstennisen i början av 1980-talet – under flera år som världsetta. John McEnroe är med sina sju singel- och tio dubbeltitlar i Grand Slam-turneringar en av de största tennisspelarna genom tiderna. Under perioden 1981–85 rankades han under sammanlagt 170 veckor som världsetta och under sin karriär vann han totalt 77 singel- och 71 dubbeltitlar i ATP-turneringar. 
John McEnroe upptogs 1999 i International Tennis Hall of Fame.

## Tenniskarriären
John McEnroe vann 1977 som 18-åring sin första Grand Slam-titel när han tillsammans med barndomskamraten Mary Carillo vann mixed dubbeln i Franska öppna. Han nådde samma år semifinalen i Wimbledonmästerskapen, men förlorade där mot landsmannen Jimmy Connors. Vid 20 års ålder, 1979, vann han sin första singeltitel i US Open genom finalseger över Vitas Gerulaitis. Åren 1980 och 1981 mötte han Björn Borg i finalerna i US Open och vann båda gångerna, den sista vinsten var den som definitivt detroniserade Borg från platsen som världsetta. År 1984 vann McEnroe åter US Open, denna gång över Ivan Lendl.

### Rivaliteten med Borg
John McEnroe betraktade själv Björn Borg som sin allra främsta konkurrent. Under några få år (1978–81) möttes de båda 14 gånger och vann sju gånger vardera. Deras första möte var i semifinalen i Stockholm Open, där McEnroe vann med 6–3, 6–4. Det var första gången Borg förlorade mot en yngre spelare. De båda möttes aldrig på Borgs bästa underlag, grus. 

#### Wimbledonfinalen 1980
Mötet mellan McEnroe och Borg i Wimbledonfinalen 1980 räknas som en stor, klassisk match och anses, jämte finalen 2008 mellan Roger Federer och Rafael Nadal, vara den bästa finalen i Wimbledons historia. McEnroe vann första set med 6–1. I matchens början försökte en något stel Borg attackera vid nätet, men han blev fullständigt utspelad av McEnroe som servade ypperligt och för övrigt spelade i det närmaste felfri tennis. Borg "segade" sig emellertid in i matchen successivt under det andra setet, han fann alltmer sitt eget baslinjebaserade spel, och lyckades vinna setet ytterst knappt med 7–5. Därefter spelade Borg allt bättre och vann det tredje setet med 6–3. Det mycket välspelade fjärde setet gick till tiebreak, där Borg hade flera matchbollar. McEnroe vann dock gamet och därmed setet. McEnroe förlorade sedan det jämna avgörande femte setet med 8–6, vilket innebar att Björn Borg vann sin femte singeltitel i Wimbledon. Borg förlorade i det avgörande setet sammanlagt bara tre bollar i sina servegame. Året därpå var det McEnroes tur att besegra Borg, nu över fyra set, i finalen i Wimbledon. Deras sista möte var i US Open 1981, som McEnroe vann över fyra set.

### Fler titlar
McEnroe vann Wimbledontiteln också 1983 och 1984, sista gången över Jimmy Connors. Sin sista GS-turnering vann McEnroe 1992; dubbeltiteln i Wimbledon tillsammans med tysken Michael Stich. Framgångsrikast som dubbelspelare var han dock i par med Peter Fleming, med vilken han vann sju GS-titlar. 
Under sin aktiva karriär spelade McEnroe 51 matcher mot Jimmy Connors och vann 31 av dem. Mot Ivan Lendl, däremot, har han "minusstatistik" (15–21 i matcher).
Sin sista titel tog McEnroe i en senkommen comeback, i San José i februari 2006, i dubbel tillsammans med Jonas Björkman. 

### Davis Cup-spelaren McEnroe
Sitt första "Davis Cup-år", 1978, bidrog McEnroe genom två klara segrar över sina brittiska motståndare Buster Mottram och John Lloyd till att återföra cupen till USA. Han kom att bli den amerikanske DC-spelare som vunnit flest singelmatcher (41), och totalt noterade han under perioden 1978–1992 59 segrar i DC-matcher. McEnroe och landsmannen Peter Fleming var också ett mycket starkt dubbelpar som vann rekordantalet 14 av 15 spelade dubbelmatcher. 
McEnroes mest heroiska insats i DC-sammanhang var när han vann över Mats Wilander 1982. Det var i kvartsfinalmötet mellan USA och Sverige mötet ägde rum. Den gastkramande matchen varade i 6 timmar och 32 minuter och är den längsta som spelats i Davis Cup historien. McEnroes segersiffror blev 9–7, 6–2, 15–17, 3–6, 8–6. Han besegrade också spelare som Yannick Noah och Henri Leconte med flera i olika DC-matcher.

## Spelaren och personen
John McEnroe föddes i Wiesbaden i dåvarande Västtyskland, där hans pappa tjänstgjorde för USA:s flygvapen. Han växte dock upp i New York. Den vänsterhänte tennisspelaren McEnroe anses av många vara den mest talangfulla spelaren någonsin. Samtidigt är han, vid sidan av Ilie Nastase, den kanske mest kontroversiella. Han är känd för sin impulsivitet och okontrollerade temperament. Detta medförde att han inte sällan uppträdde obalanserat på banan, med högljudda vredesutbrott när han i någon situation misslyckades eller ansåg att ett domslut felaktigt gått honom emot. Han kunde då högljutt förolämpa såväl linjedomare som huvuddomaren. Känt är hans utbrott i en TV-sänd match från Wimbledon 1981, när han skrek åt huvuddomaren, "You cannot be serious!" (hela utropet ungefärligt översatt från engelskan: "Ni kan inte mena allvar, ni kan inte mena allvar! Herre Gud, den bollen var på linjen och inte ute! Hela stadion men inte ni såg att den var på linjen"). Han fick med denna typ av utbrott ofta varningar och också böter. I en match mot Mikael Pernfors i Australiska öppna 1990, blev han diskvalificerad på grund av oförskämda uttalanden och svordomar mot domaren. Han förvägrades också efter sin första Wimbledontitel som han vunnit efter att ha besegrat Björn Borg, sin rättmätiga plats som hedersmedlem i All England Lawn Tennis & Croquet Club. John McEnroe blev sedermera alltmer sliten och tog en "time out" under sex månader under 1986. 
Numera är det dock som magnifik tennisspelare John McEnroe är ihågkommen. Han var framförallt attackspelare som gärna gick på nät. Hans styrka låg i en osviklig förmåga att placera bollarna i banan så att de blev maximalt svåra för motståndaren att returnera. Särskilt hans volleyspel var effektivt. Hans grundslag var säkra, men som regel inte särskilt hårda. Han kunde dock, liksom Björn Borg, plötsligt växla tempo och slå dödande returer. Hans spelstil passade bäst på gräs, och han vann aldrig någon singeltitel på långsamma grusbanor som i Franska öppna.

## Varia
McEnroe värdesatte, till skillnad från landsmannen Jimmy Connors, deltagande i Davis Cup, och såg det i det närmaste som en plikt att spela för sitt land. Den motståndare han uppskattade mest var Björn Borg. Han har sagt att mötena med Borg var de enda som betydde något och som gav honom motivation att spela tennis. Han har senare djupt beklagat och uttryckt sin besvikelse över att Borg så tidigt och av oklara skäl upphörde med tävlingstennis.
McEnroe tillhörde de allra sista elitspelarna som använde tennisracketar av trä. Från säsongen 1983 spelade han dock med en modern grafitracket av märket Dunlop. 
McEnroe arbetar idag som expertkommentator och som tränare. Han var under en tid förbundskapten för det amerikanska Davis Cup-laget. 
Han är sedan 1997 gift med sångerskan Patty Smyth och har sex barn. Han var dessförinnan, 1986–1994, gift med skådespelerskan Tatum O'Neal.
Hans yngre bror Patrick McEnroe var också en professionell tennisspelare.

### Film och TV
John McEnroe har medverkat som mordmisstänkt i ett avsnitt av CSI:NY.
I filmen Mr. Deeds från 2002 med Adam Sandler i huvudrollen spelar han sig själv.
McEnroe har även ställt upp i ett flertal TV-reklamer, bland annat för American Express, Seat och Tesco.
Han medverkade även, 2004, i den romantiska komedin Wimbledon, då som sportkommentator i filmens tennisfinal.
I långfilmen Borg (2017) är John McEnroe en av de två huvudpersonerna. Större delen av filmen handlar om finalen i Wimbledon 1980.

## Grand Slam-finaler (11)
| Resultat | År   | Turnering             | Finalmotståndare | Setsiffror                        |
| -------- | ---- | --------------------- | ---------------- | --------------------------------- |
| Vinst    | 1979 | US Open               | Vitas Gerulaitis | 7–5, 6–3, 6–3                     |
| Förlust  | 1980 | Wimbledonmästerskapen | Björn Borg       | 1–6, 7–5, 6–3, 6–7(16–18), 8–6    |
| Vinst    | 1980 | US Open               | Björn Borg       | 7–6(7–4), 6–1, 6–7(5–7), 5–7, 6–4 |
| Vinst    | 1981 | Wimbledonmästerskapen | Björn Borg       | 4–6, 7–6(7–1), 7–6(7–4), 6–4      |
| Vinst    | 1981 | US Open               | Björn Borg       | 4–6, 6–2, 6–4, 6–3                |
| Förlust  | 1982 | Wimbledonmästerskapen | Jimmy Connors    | 3–6, 6–3, 6–7(2–7), 7–6(7–5), 6–4 |
| Vinst    | 1983 | Wimbledonmästerskapen | Chris Lewis      | 6–2, 6–2, 6–2                     |
| Förlust  | 1984 | Franska öppna         | Ivan Lendl       | 3–6, 2–6, 6–4, 7–5, 7–5           |
| Vinst    | 1984 | Wimbledonmästerskapen | Jimmy Connors    | 6–1, 6–1, 6–2                     |
| Vinst    | 1984 | US Open               | Ivan Lendl       | 6–3, 6–4, 6–1                     |
| Förlust  | 1985 | US Open               | Ivan Lendl       | 7–6(7–1), 6–3, 6–4                |

### ÖvrigaGrand Slam-titlar
- Franska öppna
  - Mixed dubbel - 1977
- Wimbledonmästerskapen
  - Dubbel - 1979, 1981, 1983, 1984, 1992
- US Open
  - Dubbel - 1979, 1981, 1983, 1989